# Justo Arteaga Alemparte
Justo Arteaga Alemparte (Concepción, 8 de octubre de 1834-Santiago, 5 de junio de 1882) fue un periodista, escritor, folletista y político chileno.

## Biografía
Fue hijo del General Justo Arteaga Cuevas y de Trinidad Alemparte Vial y segundo de seis hermanos, Enriqueta, Juan Domingo, Benjamín, Ernesto y Margarita. Estudió en el Instituto Nacional y en 1857 inició su carrera literaria y política, y pronto se dedicó al periodismo, colaborando con el El País, La Actualidad, La Discusión y El Amigo del Pueblo, de Concepción. En 1860 asumió la redacción de El Ferrocarril, convirtiéndolo en periódico comercial en un periódico interpretativo y político.

## Carrera periodística
Más tarde fundó junto con su hermano Juan Domingo Arteaga Alemparte la revista La Semana y los diarios La Libertad en 1866, para continuar con su obra de fiscalización pública y de divulgación cultural, y durante los últimos 5 años se mantuvo este diario en actividad, gracias a la colaboración de gran número de escritores y periodistas, y Los Tiempos. Como poeta escribió Canto a la esperanza y Oda al dolor. En colaboración con su hermano también escribió Los constituyentes chilenos en 1870. En 1875 publicó el libro Los candidatos en candelero :III :Don Aníbal Pinto en Santiago, Impresión de la Librería del Mercurio, 1875. En 1876 publicó junto a José Agustín Segundo Espinosa el libro Biografías del excelentísimo señor Aníbal Pinto: presidente de la República: dieziocho de setiembre de 1876, en Santiago, Librería del Mercurio, 1876. Folletos: Nuestros partidarios y nuestros hombres, El prisidente Pérez, El Charco, La Reforma, La instrucción popular, etc. Fue entre 1858 - 1861 diputado por Puchacay, e integró la Comisión Permanente de Guerra y Marina. 

## Carrera política
Entre 1861 - 1864 fue diputado suplente por Chillán hasta el 3 de octubre de 1861. Entre 1864 - 1867 fue suplente de Valparaíso, entre 1876 - 1879 fue diputado y propietario de Valparaíso, donde fue elegido primer vicepresidente de la Cámara de diputados el 25 de marzo de 1879. Entre 1879 - 1882 fue elegido diputado y propietario de Valparaíso, y como diputado reemplazante en la Comisión Permanente de Elecciones y Calificadora de Peticiones, que integró la Comisión Permanente de Hacienda e Industria. Entre 1879 - 1882 fue diputado en representación del Partido Nacional. Contrajo matrimonio con Elvira Rondanelli Arteaga, se desconoce que haya tenido hijos. 

## Acusaciones de nepotismo
Según Gonzalo Bulnes, su padre, Justo Arteaga Cuevas, durante su permanencia en el cargo de Comandante en Jefe del Ejército del Norte en la Guerra del Pacífico cometió la imprudencia de comunicar a sus hijos informaciones que eran vedadas a otros periodistas y confiaba más en ellos que en el gobierno que le había confiado el mando del ejército.: 241–245 

## Fallecimiento
Falleció en Santiago, el 5 de junio de 1882, a la edad de 48 años.